# Cimbru mare de munte
Cimbrul mare de munte (Calamintha baumgarteni) este o plantă cu flori din familia Lamiaceae.

## Descriere
Cimbrul mare de munte are mai multe tulpini la bază care sunt aproape în întregime culcate. Tulpina este târâtoare, păroasă. Florile sunt violet-roșiatice, nu au codițe și sunt grupate câte două—patru la același nivel în jurul tulpinii. Corola este formată din două buze și un tub. Buza superioară este știrbită, buza inferioară este spintecată în trei diviziuni, dintre care cea din mijloc este mai lată și puțin știrbită. Caliciul este roșiatic, în formă de tub, aspru păros, adânc brăzdat în lungime, are cinci dințișori subțiri și ascuțiți. Cimbrul mare de munte înflorește în lunile iunie-august
Frunzele mici sunt așezate în perechi și au codițe scurte. Frunzele sunt aproape rotunde sau puțin mai late spre bază, slab dințate, cu nervuri groase, cu peri zbârliți pe codițe și pe dos. 

## Răspândire
Cimbrul mare de munte este o specie endemică pentru Carpații României Arhivat în 8 septembrie 2011, la Wayback Machine..
În România crește în munții Carpați, pe stânci, grohotișuri, pietrișuri, bolovănișuri, pe roci calcaroase.